# Linyphia tubernaculofaciens
Linyphia tubernaculofaciens là một loài nhện trong họ Linyphiidae.
Loài này thuộc chi Linyphia. Linyphia tubernaculofaciens được miêu tả năm 1932 bởi Hingston.